# Cei Newydd
Cei Newydd (en anglès, New Quay), 
és una ciutat costanera i barri electoral a Ceredigion, Gal·les; tenia una població resident de 1.045 al cens de 2021. Situat a 31 km al sud-oest d'Aberystwyth, a la badia de Cardigan amb un port i grans platges de sorra, la ciutat es troba al Ceredigion Coast Path i al Wales Coast Path. Continua sent una popular estació costanera i una ciutat pesquera tradicional, amb sòlides associacions familiars i literàries amb el poeta Dylan Thomas i la seva obra Under Milk Wood.
Altres atraccions del municipi són el seu port, la platja, i el Centre de Fauna i Flora Marina. Fora del municipi s'hi troba la Granja de Mel de Cei Newydd, la granja de mel més gran de Gal·les, que produeix i ven mel, cera d'abelles i altres productes derivats, i on es pot observar la vida de les abelles en directe.